# Justo Daract
Justo Daract (San Luis, 1804-1887) fue un político argentino, gobernador de la provincia de San Luis en las décadas de 1850 y 1860. Familiar de los exgobernadores Mauricio Daract (hermano), Juan Barbeito (suegro de su hermano) y Juan Daract (sobrino).

## Primer gobierno
Era hijo de un inmigrante francés y estudió en Buenos Aires, donde se dedicó al comercio. Durante la época de la Coalición del Norte formó en las filas de los unitarios, y en 1840, después de la derrota de Quebracho Herrado, huyó a Chile, donde continuó dedicado al comercio. Entró en negocios con el gobierno de su provincia, desde donde el gobernador Pablo Lucero le envió dinero para que comprara armas.
Regresó a su provincia en 1850, compró tierras y se dedicó a la ganadería, principalmente como proveedor del ejército. Fue nombrado juez del fuero civil en 1853, integró la Sala de Representantes al año siguiente y lideró un grupo formado por ex unitarios y federales disidentes contra Lucero.
Fue designado gobernador provisorio en noviembre de 1854, sucediendo al general Lucero. Durante ese primer gobierno se sancionó una nueva constitución provincial, y organizó nuevas elecciones, que lo llevaron a ser el primer gobernador constitucional de su provincia.
Se dedicó a transformar o crear instituciones, como la Cámara de Justicia y varios otros organismos públicos. Puso precio al pastoreo de los campos del estado provincial, construyó caminos, dividió la provincia en ocho departamentos, y continuó la obra de construcción de escuelas de su antecesor Lucero. Apoyó la fundación del primer periódico de la provincia e inició la construcción de la que sería catedral de San Luis.
Obligó a los indios a comerciar solamente en la capital, y protegió el regreso de Juan Saá y Manuel Baigorria desde las tolderías de los ranqueles. Fundó en el paraje Las Pulgas, junto al río Quinto, el Fuerte Constitucional. Este se convertiría en la actual Villa Mercedes. 
Bajó del poder en abril de 1859, siendo sucedido por el general Juan Esteban Pedernera. Se dedicó al comercio y a participar en la legislatura local.

## Segundo gobierno
En diciembre de 1861, a raíz de la derrota de la Confederación Argentina en la batalla de Pavón, renunció el gobernador Juan Saá. Ante la ausencia de autoridades, el jefe del ejército porteño, Ignacio Rivas, hizo reunir a la parte de los legisladores que le pareció adicta, que en minoría nombró gobernador a Daract. Este, aceptando los hechos consumados, dio por desaparecido el gobierno de Santiago Derqui y la legislatura delegó el mando nacional, interinamente, en el gobernador porteño Bartolomé Mitre.
Daract renunció en abril de 1862, siendo reemplazado por el unitario decidido Juan Barbeito, que lo nombró su asesor. Medió entre el general Wenceslao Paunero y su amigo, el caudillo riojano Ángel Vicente Peñaloza, quien había puesto sitio a San Luis, y obtuvo la firma del Tratado de La Banderita, que pacificó por corto tiempo la región cuyana.
Desde 1863 fue senador nacional e intentó defender la autonomía de las provincias. Consiguió una paz comparativamente larga con el cacique ranquel Mariano Rosas, y luego fue elegido nuevamente legislador provincial.

## Tercer gobierno
En abril de 1865 fue elegido gobernador por tercera vez. Casi inmediatamente, el país se vio envuelto en la Guerra del Paraguay, terriblemente impopular entre los pueblos del interior. Daract juzgó que era una cuestión de patriotismo, por lo que colaboró en la formación de un regimiento especial para pelear esa guerra.
En noviembre de 1867 se produjo la "Revolución de los Colorados" en Mendoza, que se extendió enseguida a San Juan, San Luis, La Rioja y Catamarca. El 25 de enero, Daract delegó el mando y abandonó la provincia hacia Córdoba, mientras el coronel Felipe Saá, hermano del general Juan Saá, asumía el gobierno provincial.
Recuperó el gobierno después de la victoria gubernamental en la batalla de San Ignacio, el 6 de abril de 1867. Se hizo fanáticamente mitrista, pero igualmente renunció a fines de mayo.
Durante los años siguientes fue después diputado nacional, convencional para la reforma de la Constitución, cofundador del Colegio Nacional de San Luis y de la Escuela Normal de Niñas. En su vejez fue miembro de varias comisiones de bien público.
En su homenaje una importante localidad sanluiseña lleva el nombre Justo Daract (ciudad).